# جایگاه محدودکننده
جایگاه محدودکننده یا جایگاه‌های شناخت محدودیت (به انگلیسی: Restriction site)، روی یک مولکول دی‌ان‌ای دارای توالی‌های ویژه (طول ۴–۸ جفت باز) از نوکلئوتیدها قرار دارند که توسط آنزیم‌های محدودکننده شناسایی می‌شوند. اینها عموماً توالی‌های پالیندرومیک هستند (زیرا آنزیم‌های محدودکننده معمولاً به‌عنوان همودایمر متصل می‌شوند)، و یک آنزیم محدودکننده خاص ممکن است توالی بین دو نوکلئوتید را در محل تشخیص خود یا جایی در نزدیکی آن قطع کند.
جایگاه‌های محدودکننده می‌توانند برای کاربردهای متعدد در زیست‌شناسی مولکولی مانند شناسایی پلی‌مورفیسم‌های طول قطعه محدود (RFLPs) استفاده شوند.